# Карпово (Собинский район)
Карпово — деревня в Собинском районе Владимирской области России, входит в состав Асерховского сельского поселения.

## География
Деревня расположена в 11 км на северо-запад от центра поселения посёлка Асерхово, в 8 км на юго-восток от райцентра Собинки.

## История
В конце XIX — начале XX века деревня входила в состав Ундольской волости Владимирского уезда, с 1926 года — в составе Собинской волости. В 1859 году в деревне числилось 10 дворов, в 1905 году — 21 дворов, в 1926 году — 37 хозяйств.
С 1929 года деревня входила в состав Кадыевского сельсовета Собинского района, с 1965 года — в составе Вышмановского сельсовета, с 2005 года входит в состав Асерховского сельского поселения.

## Население
| 1859 | 1905 | 1926 |
| ---- | ---- | ---- |
| 70   | 142  | 103  |

| 1859 | 1905 | 1926 | 2002 | 2010 | 2021 |
| ---- | ---- | ---- | ---- | ---- | ---- |
| 70   | ↗142 | ↘103 | ↘3   | →3   | ↘0   |